# Нааман (река)
Нааман (ивр. נחל נעמן‎) — река в Израиле, протекающая в Изреельской долине.
Берёт начало в родниках-источниках Эйн-Афе́к и впадает в Средиземное море. Длина реки — около 11 км, площадь бассейна — около 70 км². От истока река течёт на север, затем поворачивает на запад. Возле устья находится старый въезд в город Акко. Нааман подпитывают около 30 ручейков, с востока в неё впадают речки Эвла́им и Хилазо́н. Во времена крестоносцев были сооружены плотины для подачи воды в Акко и водная мельница, остатки этих сооружений можно увидеть в заповеднике Эйн-Афек.

## Загрязнение реки
В результате сброса производственных отходов в Нааман, вода в реке чрезвычайно загрязнена. Купание запрещено. Генеральный план спасения реки был подкреплен в 2002 году 70 млн шекелей. Работы начались в 2005 году. На 2011 год завершены работы восстановлению реки, собирающей по дороге множество мелких ручьев, на участках до Акко. Далее начнутся работы на участках в сторону долины Звулон.